# Peretytchikha
Peretytchikha (en russe : Переты́чиха) est un village du kraï du Primorié en Extrême-Orient russe. Se situant dans le raïon de Terneï, sa population s'élevait à 235 habitants en 2010.

## Géographie
La localité est dans le kraï du Primorié, un sujet de l'Extrême-Orient de la Russie, juste à côté de la Mandchourie chinoise. Le village se trouve dans le district fédéral Extrême-Oriental, à 692 km au nord-est de Vladivostok, la capitale du kraï et du district, ainsi qu'à 6 423 km de la capitale du pays Moscou.
Peretytchikha est l'une des onze localités du raïon de Terneï, le raïon le plus au nord du kraï. Son centre administratif est la commune urbaine de Terneï, à 283 km au sud-ouest. Le village le plus proche est Iedinka, à 7 km au sud-est.
Le village se situe sur la rive gauche de la Iedinka (ru), cours d'eau long de 108 kilomètres qui nait dans les montagnes environnantes, et qui a son embouchure à Iedinka dans la mer du Japon. Ces montagnes qui longent la côte sont la cordillère du Sikhote-Aline, qui longe le littoral depuis l'Amour au nord jusqu'au golfe de Pierre-le-Grand au sud. En raison de son climat, le village est assimilé tout comme l'ensemble du raïon à la région du Nord.

## Histoire
Le village fut formé en 1922, dans une clairière au milieu de la taïga, sur la rive gauche de la Iedinka, par 24 vieux-croyants. Leurs activités étaient l'agriculture et la pêche.
Le nom viendrait du premier arpenteur-géomètre du village, nommé Peretytchkine.
En 1935, une ferme collective fut créée, qui avait 900 moutons, 900 chèvres et un grand poulailler. Il y avait un moulin ainsi qu'une boutique dans le petit village pendant la période soviétique.
De 2004 à 2020, le village formait avec le village voisin de Iedinka une municipalité, l'établissement rural de Iedinka (ru),.

## Démographie
Recensements (*) et estimations de la population,,:
|       | \| 1926* \| 2002* \| 2010* \| - \| - \| - \| \| ----- \| ----- \| ----- \| - \| - \| - \| \| 135 \| 297 \| 235 \| - \| - \| - \| |       |   |   |   |
| 1926* | 2002* | 2010* | - | - | - |
| 135   | 297 | 235   | - | - | - |

En 2002, sur les 297 habitants, il y avait 96 % de Russes.

## Économie, culture et transports
Le village vit de l'exploitation forestière. Il y a un bureau de poste ainsi qu'un jardin d'enfants dans le village.
À l'époque soviétique, il était prévu de construire une route entre Agzou et Peretychikha, mais après l'effondrement de l'URSS, ces plans ont été reportés pour une durée indéterminée.
Le village se situe sur une piste forestière qui relie le village de Iedinka à Svetlaïa au sud, prolongée au sud vers Amgou et Terneï. De Terneï, la 05K-442 continue vers le sud, longue de 137 km, jusqu'à Roudnaïa Pristan, où la 05N-100 prend le relais vers l'A370. Un aérodrome se situe dans le village voisin de Iedinka, desservie par de petits aéronefs en direction de Terneï et d'autres localités.